# Dargah de Hazrat Nizamuddin
Le Dargah de Hazrat Nizamuddin est le sanctuaire qui abrite le tombeau de Hazrat Khawaja Nizamuddin Auliya (1238-1325), grand saint du soufisme indien, membre de la confrérie Chishtiyya. Il se trouve à Delhi.

## Localisation
Le dargah se trouve dans un quartier, au sud-est de Connaught Place, qui porte le nom du saint et qui est divisé en deux parties —Est / Ouest — par la Mathura Road. Le dargah se trouve dans la partie ouest. Nizamuddin Est, quartier résidentiel, s'étend entre la tombe de Humayun et la gare Hazrat Nizamuddin.

## Description
Le sanctuaire, bâti en 1562, est en marbre blanc. 

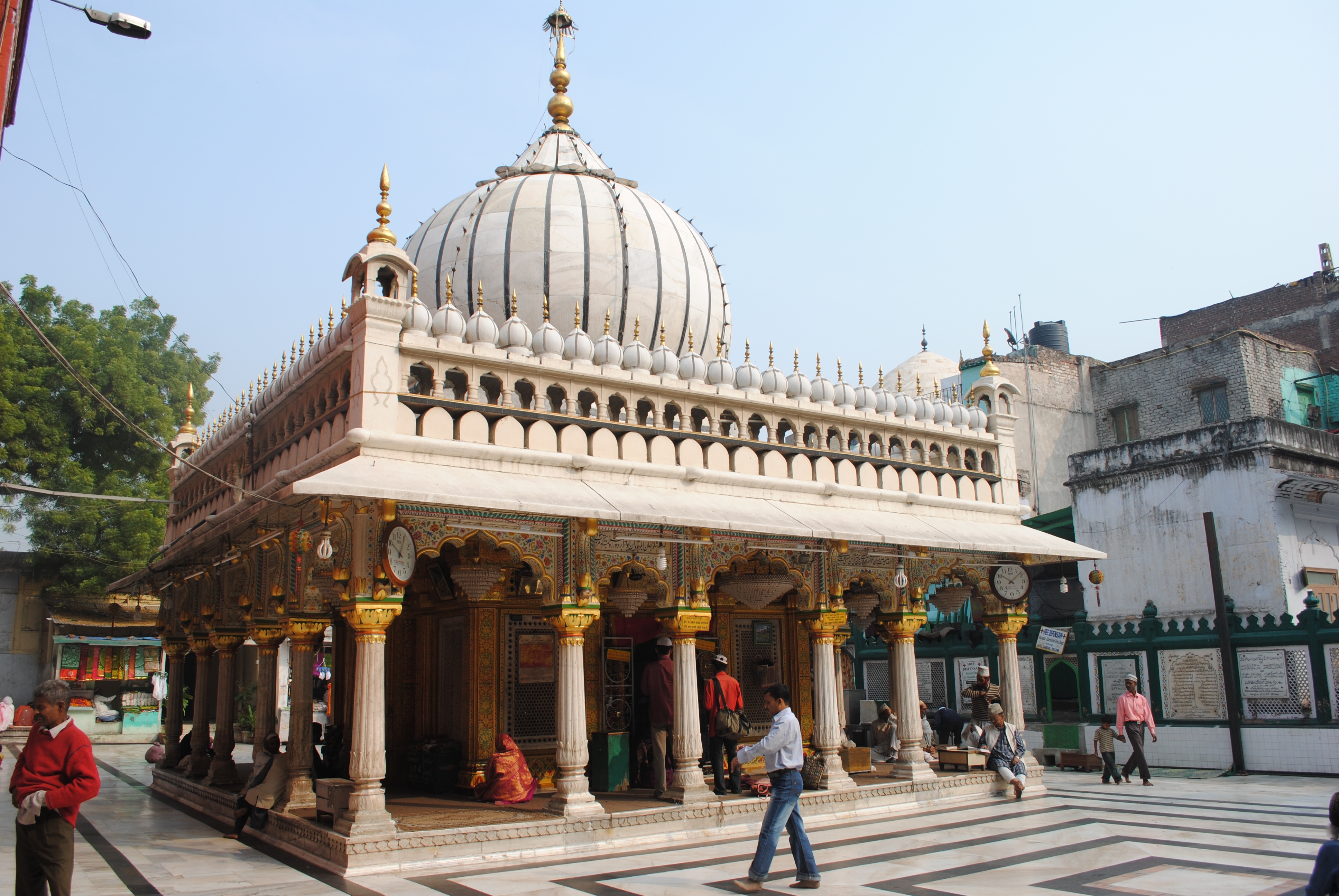
Dargah de Hazrat Nizamuddin.

C'est un lieu de piété intense, où une foule de croyants se répand en prières et offrandes afin d'obtenir les faveurs d'Allah grâce à l'intercession du saint. Les récitations rythmées (dhikr) et des chants mystiques (qawwâlî) qui s'y déroulent conduisent à des extases interprétées comme des contacts directs avec Dieu.
Amir Khusrau, un des poètes majeurs indiens d'expression persane et hindoustanie et disciple de Nizamuddin, est enterré à proximité. La poétesse princière Jahanara et l'empereur moghol Muhammad Shâh y sont également enterrés.